# Leiopus syriacus
Leiopus syriacus là một loài bọ cánh cứng trong họ Cerambycidae.